# 平塚市立浜岳中学校
平塚市立浜岳中学校（ひらつかしりつ はまたけちゅうがっこう）とは、神奈川県平塚市にある公立中学校。

## 沿革
- 1947年（昭和22年）4月30日 - 設立[1]。
- 1959年（昭和34年） - 普通教室・特別教室棟（第1校舎【北棟・西】）建設[3]。
- 1960年（昭和35年） - 普通教室・特別教室棟（第2校舎【北棟・中】）建設[3]。
- 1966年（昭和41年） - 普通教室・特別教室棟・家庭科教室（【北棟・東】）建設[3]。
- 1981年（昭和56年） - 管理・普通教室・特別教室棟（校舎1【南棟・西】）建設[3]。
- 1990年（平成2年） - 管理・普通教室・特別教室棟（校舎2【南棟・東】）建設。
- 1991年（平成3年） - 体育館建設[3]。
- 2013年（平成25年） - 北棟長命化改修工事実施[3]。
- 2020年（令和2年）度 - 椅子式階段昇降機設置修繕[1]。

## 特色
部活では囲碁部の活動が盛んで、全国大会の出場もある。
演劇部は毎年、平塚市中学校演劇発表会・中郡中学校演劇発表会への参加、校内活動では文化祭での公演、クリスマス自主公演、春の自主公演などを行ったりしている。
又、過去には地域の公民館での防災劇の公演なども行っていた。

## アクセス
- JR東海道線平塚駅より
  - 西口から徒歩約15分
  - 南口から神奈川中央交通バス「平39」「平40」系統「花水公民館前」停留所から徒歩約5分

## 学校周辺
- 平塚市立花水小学校 - 平塚市道をはさんで敷地が隣接。また進学前小学校でもある。
- 平塚市立桃浜公園
- 神奈川県道61号平塚伊勢原線 - 校地西側を通る
- 桃浜町庭球場
- 平塚市花水公民館
- 聖パウロ女子修道会
- しまむらストア
- 平塚市立菫平北公園

## 出身者
- 木谷禮子 - 囲碁棋士
- 金沢真 - 囲碁棋士
- 内藤由起子 - 囲碁観戦記者・囲碁ライター
- 渡部亮 - スノーボーダー・平塚市議会議員
- 関野義秀 - フィンスイミング選手
- 酒井美帆 - アナウンサー
- 穂積絵莉 - プロテニス選手
- 渡邉聖子 - 柔道家
- 能條桃子 - アクティビスト